# ناحیه هه‌اون‌ده
ناحیه هه‌اون‌ده (کره‌ای: 해운대구؛ انگلیسی: Haeundae District) ناحیه‌ای در بوسان، کره جنوبی است.

## در فیلم
این ناحیه در فیلم موج جزر و مد (۲۰۰۹) که اولین فیلم ژانر فاجعه کره جنوبی به‌شمار می‌رود، استفاده شده‌است و سناریوی آن در مورد یک سونامی عظیمی است که به شهر بوسان ضربه می‌زند.